# 電星
株式会社電星（でんせい、英: Densei Inc.）は、東京都板橋区で自動車整備工場を運営しており、自動車電装品整備および販売を行っている。

## 概要
自動車電池、産業用電池を中心に自社ブランド、ブライトスター（Bright star）バッテリーを設計・販売をしている。製造は韓国のSebang Global Batteryに委託している。自動車用の鉛蓄電池では、国産車向けの他、欧州車やアメリカ車向け、AGMバッテリーなども手がける。同社の整備工場以外に、ディーラーや整備工場での取り扱いもある。
自社のブライトスターバッテリーの他、GSユアサ、VARTA、OPTIMAのバッテリーの正規販売、ETCやカーナビゲーションシステムなどの電子・通信機器サービスも取り扱っている。

## 事業所
- 本社
  - 東京都板橋区舟渡4-12-12
- 自動車整備工場
  - 東京都板橋区舟渡4-12-12

## その他
社名の電星は、創業者である星野貞弘の苗字に由来する。主力製品であるブライトスターバッテリーの商品名も星野の苗字に由来する。